# Iglesia de Santa María delle Grazie (Campi Salentina)
La iglesia de Santa Maria delle Grazie es una iglesia renacentista en Campi Salentina que data de 1579. Originalmente hubo un edificio que data del siglo XIV. Desde la primera mitad del siglo XVII, el lugar de culto experimentó la llegada del barroco, que reemplazó los elementos arquitectónicos originales del siglo XVI.

## Fachada
La iglesia tiene una elegante fachada con tres portales de acceso. La portada principal, que data de 1658, está enmarcada por cuatro columnas retorcidas, adornadas con hojas de parra y racimos de uvas, que sostienen el arquitrabe. En el centro del arquitrabe, sobre un querubín, descansa la estatua de la Madonna della Grazie; también hay estatuas de piedra de Sant'Oronzo, Santa Lucía de Siracusa, San Nicolás de Bari y Santa Irene de Tesalónica. De gran valor artístico es el bello rosetón central decorado con motivos vegetales. Las dos puertas laterales, sin embargo, datan del año 1701.

## Interior
El interior, de planta de cruz latina y tres naves, alberga preciosas obras de arte. Los altares, todos de estilo barroco, están hechos de piedra de Lecce ; En el altar de la Virgen del Rosario hay un fresco bizantino que representa a la Virgen. El púlpito de madera dorada del siglo XVII, valiosas pinturas y mobiliario sacro hacen de la Colegiata un lugar de importante interés artístico y cultural. Además, se puede admirar el monumento sepulcral del siglo XVI de Bellisario Maremonti, barón de Campi, construido en piedra de Lecce pintada de negro y la capilla gótica de Maremonti, enteramente decorada con frescos, situada cerca de los muros perimetrales del edificio. El reciente descubrimiento de la Capilla gótica de los Maremonti, barones de los Campi, enteramente decorada con frescos, cerca de los muros perimetrales de la Iglesia Matriz, confirmó la hipótesis de la distribución de la iglesia original anterior al siglo XVI. En el interior de la Colegiata se encuentran preciosas obras de arte, entre ellas la efigie de la Virgen con el putto de estilo bizantino colocada en el altar de la Virgen del Rosario, el púlpito de madera dorada del siglo XVII y otras valiosas pinturas y mobiliario sacro. Además, se puede apreciar el monumento sepulcral de Bellisario Maremonti del siglo XVI, importante homenaje al antiguo barón de Campi, en piedra de Lecce pintada de negro, sostenido por leones y colocado junto a la puerta principal.